# Laurenan
Laurenan település Franciaországban, Côtes-d’Armor megyében. Lakosainak száma 742 fő (2022. január 1.). Laurenan Gomené, Plémet, Saint-Vran, Le Mené és Merdrignac községekkel határos.

## Népesség
A település népességének változása:
| Lakosok száma | 976  | 822  | 791  | 718  | 726  | 734  | 736  | 735  | 737  | 742  |
|               | 1968 | 1982 | 1990 | 2006 | 2013 | 2015 | 2017 | 2019 | 2020 | 2022 |